# Veli-Matti Puumala
Veli-Matti Puumala, född 18 juli 1965 i Kaustby, är en finländsk tonsättare. 
Puumala är Paavo Heininens elev och efterträdde 2005 denne som professor i komposition vid Sibelius-Akademin. Han är en av sin generations främsta förmågor, inledde karriären som rigorös postserialist med förkärlek för komplexa strukturer, men har med åren utvecklat ett stilistiskt öppnare och uttrycksmässigt mångsidigare tonspråk där en karakteristisk expressivitet kombineras med en alltmer omedelbar kommunikationsvilja, en virtuos orkesterbehandling med en välutvecklad formkänsla. Bland kompositionerna märks orkesterverken Line to Clash (1993) och Chainsprings (1997), en stråkkvartett (1994), kontrabaskonserten Taon (2000), pianokonserten Seeds of Time (2004) samt verk för kammarensembler.